# We're Only in It for the Money
We’re Only in It for the Money är ett experimentellt album med The Mothers of Invention från 1968. Det blandar olika musikstilar och driver med alla stereotyper inom det sena 1960-talets hippierörelse samt det konservativa etablissemanget. Albumets bildomslag är en parodi på The Beatles-albumet Sgt. Pepper's Lonely Hearts Club Band från 1967.
Originalutgåvan av albumet släpptes 1968 på Verve Records, och återutgavs 1986 på Rykodisc med nyinspelad basgitarr och trummor, och de delar av albumet som var censurerade på originalutgåvan var också restaurerade. Dock blev efterfrågan på originalutgåvan så hög att Rykodisc sedan 1995, och framåt, har distribuerat origininalversionen.
Rolling Stone rankade år 2003 albumet på plats 296 i deras lista över "Världens 500 bästa album någonsin". År 2005 var albumet en av femtio andra ljudinspelningar som valdes in i "National Recording Registry" av USA:s kongressbibliotek.

## Låtlista
Alla låtar skrivna av Frank Zappa
Sida ett
1. "Are You Hung Up?" (1:24)
2. "Who Needs the Peace Corps?"(2:34)
3. "Concentration Moon" (2:22)
4. "Mom & Dad" (2:16)
5. "Telephone Conversation" (0:49)
6. "Bow Tie Daddy" (0:33)
7. "Harry, You're a Beast" (1:21)
8. "What's the Ugliest Part of Your Body?" (1:03)
9. "Absolutely Free" (3:24)
10. "Flower Punk" (3:03)
11. "Hot Poop" (0:27)

Sida två
1. "Nasal Retentive Calliope Music" (2:03)
2. "Let's Make the Water Turn Black" (2:01)
3. "The Idiot Bastard Son" (3:19)
4. "Lonely Little Girl" (1:10)
5. "Take Your Clothes Off When You Dance" (1:33)
6. "What's the Ugliest Part of Your Body? (Reprise)" (1:02)
7. "Mother People" (2:26)
8. "The Chrome Plated Megaphone of Destiny" (6:25)

Total speltid: 39:07